# Nils Johan Andersson
Nils Johan Andersson (Gärdserumin Småland, 20 februari 1821 - Stockholm, 27 maart 1880) was een Zweedse botanicus en reiziger.
Hij studeerde aan de Universiteit van Uppsala tussen 1840 en 1845 en verkreeg daarmee zijn DSc. Op 30 september 1851 vergezelde hij de Zweedse expeditie als botanicus aan boord van het fregat "Eugenie", die van Karlskrona de wereld omzeilde, als de eerste Zweedse omzeiling rond de wereld onder het commando van Captain Christian Adolf Virgin (1797-1870) en de havens bezocht van Honolulu, Tahiti, San Francisco, Sydney, Manilla, verschillende Zuid-Amerikaanse havens, de Galapagos, Hongkong en Singapore. Op deze reis die verzamelde hij bij Kaap de Goede Hoop in april 1853. Terug in Zweden werd hij benoemd tot hoogleraar botanie aan de Universiteit van Lund. Hij was ook directeur van de botanische afdeling van het Zweedse Natuurhistorisch Museum en de Hortus Bergianus in Stockholm. Zijn speciale interesse ging uit naar Salix, Cyperaceae en Gramineae en publiceerde vele artikelen over de systematiek en morfologie van deze taxa.
In 1875, handelend namens het Zweedse Natuurhistorisch Museum, verwierf hij Sonders Zuid-Afrikaanse collectie van ongeveer 100 000 exemplaren.
Andersson werd herdacht in het plantengeslacht Anderssoniopiper (Trel.) van de familie Piperaceae.
Volgens Yuncker, student van William Trelease die het werk van Trelease voltooide na zijn dood, zijn er ernstige twijfels over waar dit geslacht gevonden kan worden. Het geslacht kan goed zijn verzameld in Tahiti, Honolulu en Sydney en onderweg tijdens de reis een verkeerd label hebben gekregen.
Hij werd verkozen tot lid van de Koninklijke Zweedse Academie van Wetenschappen in 1859.
- Bibsys: 13059058
- Author citation (botany): Andersson
- CiNii: DA10300554
- Gemeinsame Normdatei: 116306823
- International Standard Name Identifier: 0000 0000 8114 5455
- KulturNav: 1b321215-3341-42cb-b0d8-c49846927bf7
- Library of Congress Control Number: n88217474
- Nationale bibliotheek van Australië: 35854211
- Nationale Bibliotheek van Israël: 987007344642005171
- Nederlandse Thesaurus van Auteursnamen: 072764880
- Réseau des bibliothèques de Suisse occidentale: 02-A011586216
- Istituto Centrale per il Catalogo Unico: PAVV010827
- LIBRIS: 246085
- SNAC: w6j393h6
- Système universitaire de documentation: 181465493
- Museum of New Zealand Te Papa Tongarewa: 50760
- Trove: 1116957
- Virtual International Authority File: 35205016
- WorldCat: E39PBJdh3Qf6cMT7kGVPRYtHYP